# نظام تقييم خطورة الأوبئة
قيد التطوير
نظام تقييم خطورة الوباء:
```
نظام تقييم خطورة 
الوباء
 هو نظام تقييم يستخدم الأرباع لتقييم كُّل مِن قابلية انتقال الوباء وشدته السريرية ودمجه في تقدير تأثير الوباء العام.  يتم احتساب الشدة السريرية من خلال اساليب متعددة بما في ذلك نسب 
الوفيات
، ونسب الحالات القادمة إلى 
المستشفى
 ، و
نسب الوفيات
 في المستشفى ، في حين يتم قياس قابلية الانتقال الفيروس من خلال  بيانات معدلات انتشاره الأسري ، انتشاره المدرسي ، ومعدلات انتشاره في مكان العمل ، ومعدلات انتشاره المجتمعي ،  و معدلات قسم الطوارئ وزيارات العيادات الخارجية للأمراض الشبيهة 
بالإنفلونزا
.  حَّل نظام تقييم خطورة الوباء عام 
2007
 ، مؤشر شدة الجائحة الخطي ، الذي افترض انتشار 30 ٪ وقياس نسبة موت الحالات لتقييم شدة وتطور الوباء.
```

مقارنة بين الأنفلونزا ووباء كورونا:
تم تقييم العديد من الأوبئة باستخدام نظام تقييم الاوبئة. تم تقييم أوبئة الإنفلونزا أولاً ، ولكن تم تقييم وباء فيروس كورونا 2019-20 كتقييم مبدئي.